# Porta de D. Fradique

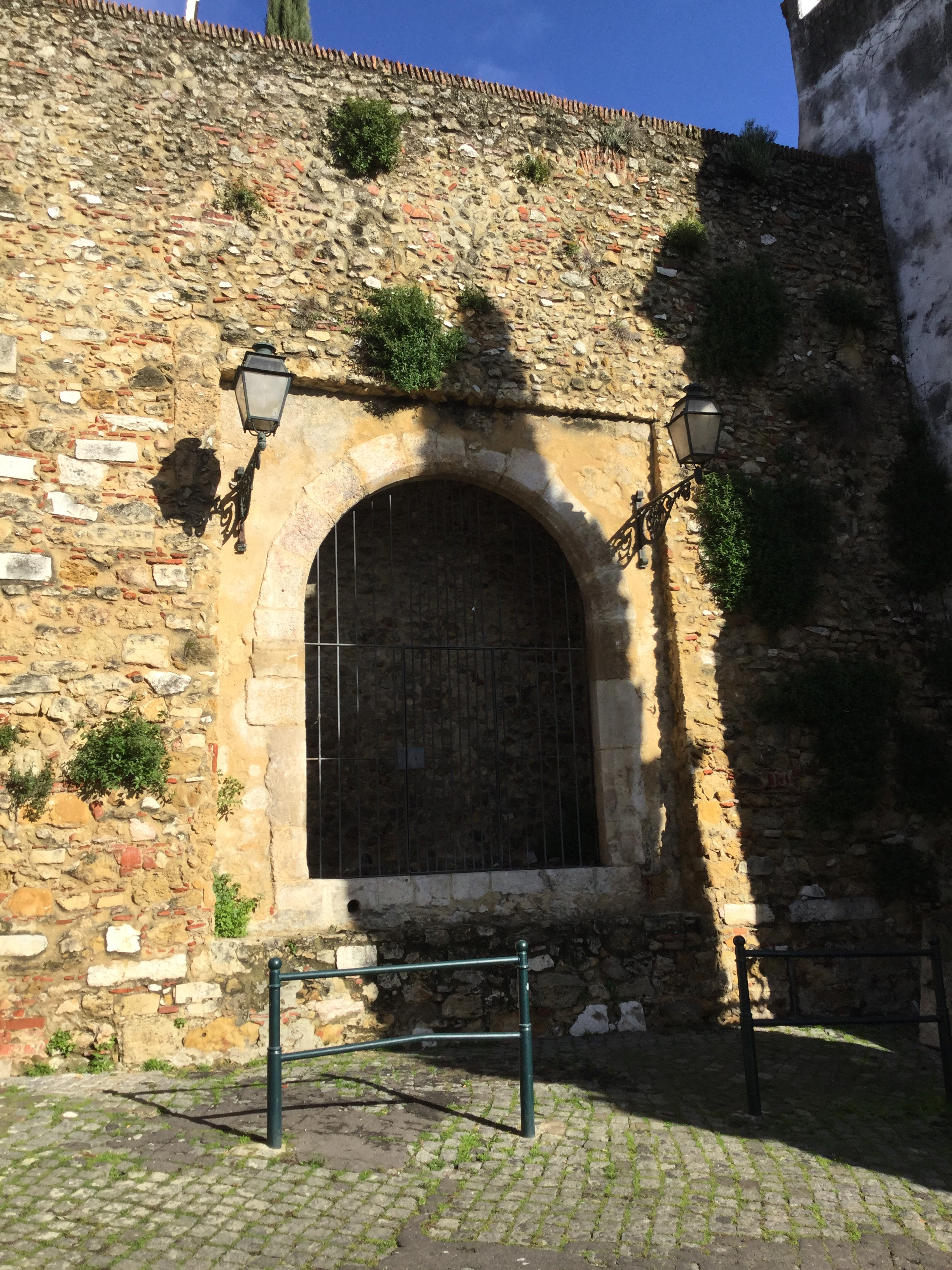
Porta de D. Fradique

A Porta de D. Fradique foi uma antiga porta da cidade de Lisboa, inserida na cerca moura da cidade.
Insere-se na muralha do Castelo de São Jorge, deitando para o Chão da Feira, junto à entrada do Pátio de D. Fradique. Desde pelo menos o século XVIII que se encontrava entulhada, tapada de pedra e cal, tendo-se aberto nela um cano para extracção das águas do Hospital dos Soldados.